# Ортодоксален юдаизъм
Ортодоксалният юдаизъм е направление в юдаизма, което приема Тора, Мишна и Талмуд за единствена и неизменна религиозна норма, отхвърляйки възгледа на реформирания юдаизъм, че част от техните принципи са исторически и културно обусловени и могат да бъдат отхвърлени в наши дни. Ортодоксалният юдаизъм включва няколко направления, като модерен ортодоксален юдаизъм и крайно консервативния харедистки юдаизъм.